# Sredoje Nović
Sredoje Nović (srp. Средоје Новић; Donji Detlak, 14. veljače 1947.) je  bosanskohercegovački političar i bivši ministar civilnih poslova BiH od 2007. do 2015. godine. Bio je prvi ravnatelj Državne agencije za istrage i zaštitu (SIPA) u razdoblju od 2002. do 2006., s kratkom stankom između travnja i lipnja 2005.

## Životopis
Sredoje Nović je rođen u obitelji Ljubomira i Vide Nović u Donjem Detlaku kod Dervente. Osnovnu školu završio je u Prijedoru 1962., a gimnaziju u Derventi 1966. Diplomirao je na Pravnom fakultetu Sveučilišta u Sarajevu 1970.
Počeo je raditi 1970. u "Crvenoj zastavi" u Kragujevcu, a potom se 1972. zaposlio u Republičkom tajništvu za unutarnje poslove SR BiH (RSUP BiH). Tajnikom za zaštitu ustavnog poretka Predsjedništva SR BiH imenovan je 1975. Potom je 1982. magistrirao na Pravnom fakultetu u Sarajevu. Iduće godine imenovan je zamjenikom republičkog tajnika za unutarnje poslove SR BiH te podtajnika za državnu sigurnost SR BiH. Na tim dužnostima ostao je do 1991.
Nakon rata u Bosni i Hercegovini, imenovan je načelnikom Službe državne sigurnosti Republike Srpske i ministrom unutarnjih poslova Republike Srpske u vladi Milorada Dodika. Obje dužnosti napustio je 2001.

## Ravnatelj SIPE
Nakon osnivanja Državne agencije za istrage i zaštitu (SIPA) 2002., za njezinog prvog ravnatelja izabran je 10. listopada 2002. Nović, a njegovim zamjenicima imenovani su Hrvat Dragan Lukač i Bošnjak Emir Bijedić. Nakon isteka mandata u veljači 2005., visoki predstavnik za BiH Paddy Ashdown, produžio je Noviću mandat kao obnašatelju dužnosti na još dva mjeseca, kako Vijeće ministara BiH nije postiglo suglasnost oko novog ravnatelja. Međutim, ni dva mjeseca poslije nije bilo dogovora. Međustranačkim dogovorom iz Banje Luke, mjesto ravnatelja SIPE trebali je pripasti Hrvatima, a najozbiljniji kandidati bili su Lukač i Nović. Nović je uživao Ashdownovu podršku, navodno zbog njegovih ranijih veza s političarima iz Republike Srpske iz ratnog vremena. Ranije je također Ashdown pokazivao sklonost imenovanja ranijih dužnosnika komunističke Službe državne sigurnosti, kojoj je pripadao i Nović. Ministar sigurnosti BiH i predsjednik HDZ-a BiH, Bariša Čolak i ministar vanjskih poslova BiH Mladen Ivanić, tražili su da, prema banjalučkom dogovoru Predsjedništva BiH, mjesto ravnatelja SIPE pripadne Hrvatu, jer su Srbi dobili Ministarstvo obrane BiH, a Bošnjaci mjesto ravnatelja Obavještajno-sigurnosne agencije (OSA). Čolak je na ovo mjesto htio imenovati Lukača. Nakon dužeg odugovlačenja imenovanja novog ravnatelja, Novićev mandat je 7. lipnja 2005., iako je predao zahtjev za umirovljenje, produžio Ashdown jer je uživao njegovo povjerenje. Bošnjački član Predsjedništva BiH i predsjednik Stranke demokratske akcije, Sulejman Tihić kritizirao je Ashdowna zbog kršenja dogovora domaćih političara i narušavanja jednakosti naroda u BiH.
U radu je Nović pokazao visok stupanj profesionalizma, zakonitosti u radu, sposobnost za izgradnju odnosa i državnih institucija.

## Ministar civilnih poslova BiH
Nakon općih izbora 2006. i obrazovanja novog saziva Vijeća ministara BiH 2007. pod predsjedanjem Nikole Špirića, Nović je imenovan ministrom civilnih poslova BiH 11. siječnja 2007. Dužnost je zadržao i nakon općih izbora 2010. i novog saziva Vijeća ministara BiH 2012. pod predsjedanjem Vjekoslava Bevande.